# Хавайек, Кейтлин
Кейтлин Хавайек (англ. Kaitlin Hawayek; род. 4 ноября 1996, Буффало, Нью-Йорк, США) — американская фигуристка, выступающая в танцах на льду в паре с Жан-Люком Бейкером. Они — победители чемпионата четырёх континентов (2018), победители этапа гран-при NHK Trophy (2018), трижды бронзовые призёры чемпионата США (2019—2021), чемпионы мира среди юниоров (2014).
По состоянию на 26 ноября 2022 года танцевальная пара занимает 9-е место в рейтинге Международного союза конькобежцев (ИСУ).

## Биография
Кейтлин Хавайек родилась в ноябре 1996 года в Буфалло. Заниматься фигурным катанием Кейтлин начала с юных лет. После одиночного катания она в июне 2010 года встала в танцевальную пару с Брамантэ. С ним она выступала в юниорских соревнованиях, но весной 2012 года пара распалась. Хавайек встала в пару с Бейкером.
С ним в первый сезон они стали вице-чемпионами (юниоры) США среди танцевальных пар; вскоре они дебютировали на юниорском чемпионате мира. В следующий сезон пара уже выиграла юниорский чемпионат США и чемпионат мира, где они улучшили все свои прежние достижения.
В следующем сезоне пара дебютировала во взрослых соревнованиях в Nebelhorn Trophy 2014. Затем они выступали и в серии Гран-при (Rostelecom Cup 2014 и NHK Trophy 2014). На чемпионате США в 2015 году пара заняла четвёртое призовое место; они были заявлены и выступили на чемпионате четырёх континентов в Сеуле. При этом они улучшили свои спортивные показатели в произвольной программе.
Новый сезон пара открыла в Финляндии на турнире Трофей Финляндии, где они оказались только четвёртыми. Они через две недели выступали в Милуоки (США) на этапе серии Гран-при Skate America, где также остались четвёртыми. На своём втором этапе пара снялась после короткой программы. Однако в начале декабря на турнире в Загребе пара выступила удачно, заняла второе место и улучшила свои прежние достижения в произвольной программе.
Новый предолимпийский сезон американская пара начала в Монреале на турнире Autumn Classic International, где они в упорной борьбе заняли второе место и улучшили свои прежние достижения в произвольном танце и сумме. В конце октября американские танцоры выступали на этапе Гран-при в Канаде, где на Кубке федерации Канады заняли место в середине таблицы, при этом улучшили свои прежние достижения в сумме. В конце ноября они выступали на заключительном этапе Гран-при в Саппоро, где в сложной борьбе сумели финишировать четвёртыми, при этом превзошли свои прежние достижения в произвольной программе и сумме. Также фигуристы улучшили все свои прежние достижения в начале декабря в Хорватии на турнире Золотой конёк Загреба, где они довольно уверенно заняли второе место. В январе 2017 года на национальном чемпионате в Канзасе пара не смогла составить конкуренцию ведущим американским танцорам.
В сентябре американская пара начала дома олимпийский сезон в Солт-Лейк-Сити, где на турнире U.S. International Figure Skating Classic они финишировал с серебряной медалью. Через месяц пара выступала в серии Гран-при на канадском этапе, где финишировали рядом с пьедесталом. В конце ноября на домашнем этапе в Лейк-Плэсиде они финишировали в середине турнирной таблицы. В начале декабря последовало выступление на Золотом коньке Загреба, которое пара завершила на третьем месте. В начале января на национальном чемпионате фигуристы они финишировали четвёртыми. Учитывая, что чемпионат четырёх континентов проходил за две недели до Олимпийских игр американская федерация на него отправила второй состав. В Тайбэе в конце января Кейтлин и Жан-Люк на континентальном чемпионате уверено стали континентальными чемпионами. На мировой чемпионат пара не была заявлена, но вскоре после Олимпийских игр ведущая пара страны семьи Шибутани решили сделать годовой перерыв и решили не ехать на очередной чемпионат. США заявили запасную пару, так Хавайек с партнёром и дебютировали на мировом чемпионате. В конце марта спортсмены выступали в Милане на чемпионате мира, где финишировали в конце десятки лучших.

## Спортивные достижения
(с Ж.-Л. Бейкером)
| Соревнования/Сезон                           | 12/13 | 13/14 | 14/15 | 15/16 | 16/17 | 17/18 | 18/19 | 19/20 | 20/21 | 21/22 | 22/23 |
| -------------------------------------------- | ----- | ----- | ----- | ----- | ----- | ----- | ----- | ----- | ----- | ----- | ----- |
| Международные                                |       |       |       |       |       |       |       |       |       |       |       |
| Олимпийские игры                             |       |       |       |       |       |       |       |       |       | 11    |       |
| Чемпионат мира                               |       |       |       |       |       | 10    | 9     | С     | 9     | 8     |       |
| Чемпионат четырёх континентов                |       |       | 5     |       |       | 1     | 5     | 6     |       |       |       |
| Финал Гран-при                               |       |       |       |       |       |       | 6     |       |       |       | 5     |
| Этапы Гран: Финляндия                        |       |       |       |       |       |       |       |       |       |       | 2     |
| Этапы Гран-при: NHK Trophy                   |       |       | 3     |       | 4     |       | 1     |       |       | WD    |       |
| Этапы Гран-при: Rostelecom Cup               |       |       | 6     |       |       |       |       |       | 5     |       |       |
| Этапы Гран-при: Skate America                |       |       |       | 4     |       | 5     |       |       | 2     |       | 2     |
| Этапы Гран-при: Internationaux de France     |       |       |       |       |       |       | 4     |       |       |       |       |
| Этапы Гран-при: Cup of China                 |       |       |       | WD    |       |       |       | 5     |       |       |       |
| Этапы Гран-при: Skate Canada                 |       |       |       |       | 6     | 4     |       | 4     |       |       |       |
| Nebelhorn                                    |       |       | 4     |       |       |       |       | 2     |       |       |       |
| Finlandia Trophy                             |       |       |       | 4     |       |       | WD    |       |       |       | 2     |
| Золотой конёк Загреба                        |       |       |       | 2     | 2     | 3     |       |       |       | 1     |       |
| Турнир в Монреале                            |       |       |       |       | 2     |       |       |       |       |       |       |
| U.S. International                           |       |       |       |       |       | 2     |       |       |       |       |       |
| Международные командные                      |       |       |       |       |       |       |       |       |       |       |       |
| Командный чемпионат мира                     |       |       |       |       |       |       |       |       | 2     |       |       |
| Международные среди юниоров                  |       |       |       |       |       |       |       |       |       |       |       |
| Чемпионат мира (юниоры)                      | 7     | 1     |       |       |       |       |       |       |       |       |       |
| Юниорские финалы Гран-при                    |       | 2     |       |       |       |       |       |       |       |       |       |
| Этапы юниорского Гран-при: Германия          | 2     |       |       |       |       |       |       |       |       |       |       |
| Этапы юниорского Гран-при: Мексика           |       | 1     |       |       |       |       |       |       |       |       |       |
| Этапы юниорского Гран-при: Польша            |       | 1     |       |       |       |       |       |       |       |       |       |
| Этапы юниорского Гран-при: Турция            | 5     |       |       |       |       |       |       |       |       |       |       |
| Национальные                                 |       |       |       |       |       |       |       |       |       |       |       |
| Чемпионаты США                               |       |       | 4     | 5     | 5     | 4     | 3     | 3     | 3     | 3     |       |
| Первенство США по фигурному катанию (юниоры) | 2     | 1     |       |       |       |       |       |       |       |       |       |

(с М. Брамантэ)
| Соревнования/Сезон                           | 11/12 |
| -------------------------------------------- | ----- |
| Этапы юниорского Гран-при: Эстония           | 8     |
| Этапы юниорского Гран-при: Румыния           | 4     |
| Первенство США по фигурному катанию (юниоры) | 6     |